# Vandfald i Island
Dette er en liste over vandfald i Island. Øen har mange vandfald, da det har meget regn og sne, samt mange gletsjere som smelter om sommeren og giver vand til mange elve.

## Nord
- Dettifoss, det kraftigste vandfald i Europa.
- Selfoss
- Goðafoss
- Aldeyjarfoss

## Syd
- Faxi eller Vatnsleysufoss i elven Tungufljót
- Gullfoss
- Háifoss
- Gjáin har mange små vandfald
- Ófærufoss havde tidligere en stor naturlig klippebue over vandfaldet, som kollapsede i 1993.
- Seljalandsfoss
- Skógafoss
- Svartifoss er en af mange vandfald i Skaftafell Nationalpark og omringet af basaltsøjler.
- Systrafoss i Kirkjubæjarklaustur
- Öxaráfoss i Þingvellir nationalpark

## Vest
- Barnafossar i Hvítá
- Glymur i Hvalfjörður-området. Med en højde på 198 m er dette den næsthøjeste på Island.
- Hraunfossar like ved Barnafoss.
- Álafoss

## Vestfirðir
- Dynjandi, enkelte gange kaldet Fjallfoss.

## Øst
- Hengifoss
- Litlanesfoss, omgivet af basaltsøjler
- Morsárfoss, med et fald på 240 m er det landets højeste vandfald. Den blev først synlig i 2011, da gletsjeren smeltede.[1]
- Fardagafoss
- Gufufoss
- Klifbrekkufossar